# Conflito intercomunitário no Mandato Britânico da Palestina
Durante o domínio britânico na Palestina, houve luta civil, política e armada entre os árabes palestinos e os judeus Yishuv, começando com o violento transbordamento da Guerra Franco-Síria em 1920 e até o início da Guerra Árabe-Israelense de 1948. O conflito mudou de confrontos sectários nas décadas de 1920 e início de 1930 para uma revolta árabe armada contra o domínio britânico em 1936, uma revolta judaica armada principalmente contra os britânicos em meados da década de 1940 e, finalmente, uma guerra aberta em novembro de 1947 entre árabes e judeus.

## Antecedentes

### Movimento sionista durante o período otomano
Líderes e defensores sionistas acompanhavam de perto as condições na terra de Israel e viajavam para lá regularmente. Na sua correspondência, os primeiros negociadores sionistas não discutiram o futuro dos habitantes árabes da terra, que eram pouco menos de meio milhão no final do século XIX.

De acordo com Anita Shapira, entre os sionistas do século XIX e início do século XX:
Os árabes na Palestina eram vistos como mais um dos muitos infortúnios presentes na Palestina, como as autoridades otomanas, o clima, as dificuldades de adaptação... A organização sionista não discutiu essa questão durante aquele período e não formulou uma linha política a respeito. No entanto, naquele momento específico do movimento, tais deliberações... tinham quase a mesma importância que as disputas eruditas habitualmente realizadas nos pátios dos rabinos hassídicos sobre o que aconteceria após a vinda do messias.
Os primeiros sionistas viam os residentes árabes da Palestina como parte de uma nação árabe maior. Israel Zangwill, escrevendo logo após a Primeira Guerra Mundial, disse: 'Os árabes devem reconhecer que o caminho da glória nacional renovada passa por Bagdá, Damasco e Meca, e todos os vastos territórios libertados para eles dos turcos e ficar contentes.... Os poderes que os libertaram têm certamente o direito de pedir-lhes que não se invejem pela pequena tira (Israel) necessária para o renascimento de um povo ainda mais oprimido.'
Menachem Ussishkin e Ber Borochov, líderes sionistas na Diáspora e, de acordo com Anita Shapira, não familiarizados com as verdadeiras atitudes árabes, expressaram sua crença de que os árabes palestinos seriam assimilados pelos judeus. À medida que os judeus se desenvolviam mais, eles assumiriam a liderança no desenvolvimento do país e os árabes se submeteriam à influência cultural judaica e se assimilariam. Borochov também disse que os árabes eram um "povo semelhante a nós em sangue e espírito" e adotou o conceito de irmandade entre todos os descendentes de Sem como base de sua perspectiva. Segundo Shapira, esta abordagem fazia parte de uma campanha de autopersuasão de que os árabes não ameaçariam a concretização dos objectivos sionistas.

De acordo com Jonah Frankel, os imigrantes da Segunda Aliá tinham um forte ethos secular e nacionalista. No entanto, a atitude em relação aos árabes assumiu muitas formas. De um lado estavam aqueles como Yitshak Epstein e Rabi Binyamin, que sustentavam que o sionismo não deveria antagonizar os árabes. Epstein defendia a colonização apenas em áreas não exploradas pelos árabes. Rabi Binyamin sustentou que a educação moderna, a igualdade total e a modernização levariam os árabes a aceitar a imigração judaica em massa. No outro polo estavam aqueles que presumiam que, para atingir seu objetivo, os sionistas teriam que derrotar a violenta resistência árabe. Brenner escreveu: "Há agora, e certamente haverá, ódio entre [judeus e árabes], e ele existirá também no futuro." Uma mitologia que conectava a descida à terra firme era frequentemente um tema para eles. Por exemplo, K.L. Silman escreveu:
Derramamos nosso sangue e vivemos aqui. Nossa vida é a continuação do passado, assim como o sangue derramado. Uma nação não constrói sua vida senão sobre os alicerces de seu passado, e sangue se une a sangue.
Segundo Frankel, esse tipo de mitologia foi uma parte importante do legado político da Segunda Aliá.
Em resposta aos ataques árabes dos turcos, os sionistas na Palestina criaram o Hashomer (o Guardião), uma organização de autodefesa.

### Nacionalismo árabe e resposta árabe ao sionismo
Em 1856, os otomanos emitiram o Hatt-i Humayun, garantindo direitos iguais para todos os súditos otomanos. Apesar disso, os muçulmanos ainda viam os judeus como dhimmis: pessoas protegidas, mas subordinadas aos muçulmanos. Os judeus permaneceram cidadãos de segunda classe do Império Otomano até seu colapso na Primeira Guerra Mundial Isso mudou quando, devido à imigração judaica e à compra de terras no final do século XIX, eles perceberam que o sionismo queria criar um estado judeu na Palestina. Tanto os cristãos palestinos como os muçulmanos estavam preocupados.
De acordo com o historiador Benny Morris, as atitudes tradicionais de desprezo dos muçulmanos em relação aos judeus afetaram os colonos sionistas na Palestina no último século XIX. Eles levaram os sionistas a uma "afirmação exagerada ocasional" em um esforço para destruir sua imagem tradicional. Por outro lado, a visão dos judeus como “pouco assertivos e subservientes” inicialmente apaziguou os árabes em relação ao movimento sionista, mas mais tarde aumentou a humilhação de serem “humilhados”.
Em 1897, uma comissão árabe foi formada em Jerusalém, liderada pelo mufti, para investigar as vendas de terras aos judeus. Seus protestos levaram à interrupção dessas vendas por vários anos. Os camponeses árabes geralmente protestavam quando os proprietários de terras judeus os expulsavam de suas casas, e violência e resistência armada ocorriam. No entanto, a propriedade de terras judaica era aceite se os camponeses fossem autorizados a permanecer.
Yusuf al-Khalidi, o prefeito de Jerusalém, escreveu ao rabino-chefe da França em 1899 que "historicamente, este é realmente um país [judeu]" e que a ideia sionista era, em princípio, "completamente natural, boa e justa". No entanto, ele também reconheceu que a implementação do sionismo exigiria "força bruta" e implorou que "a Palestina fosse deixada em paz".
Rashid Rida declarou em 1902 que o sionismo não buscava apenas um refúgio seguro para os judeus, mas visava a soberania nacional. Naguib Azoury, um cristão maronita de Beirute, previu confrontos violentos entre árabes e judeus na Palestina.
Após a Revolução dos Jovens Turcos, em 1908, o nacionalismo árabe cresceu rapidamente na área e a maioria dos nacionalistas árabes considerava o sionismo uma ameaça, embora uma minoria percebesse o sionismo como um caminho para a modernidade. De acordo com CD Smith, isso se deveu ao surgimento do sionismo trabalhista, que se opunha abertamente ao emprego de árabes por judeus, condenava deixar camponeses árabes em terras mantidas por judeus e visava uma entidade judaica separada na Palestina. Como essas questões foram discutidas na imprensa judaica, elas também se tornaram conhecidas pelos árabes palestinos, especialmente depois que uma imprensa árabe palestina apareceu. Os dois jornais mais anti-sionistas, Al-Karmil, fundado em 1908 em Haifa, e Filastin, fundado em 1911 em Jaffa, eram administrados por cristãos ortodoxos. No parlamento otomano em Istambul, os representantes palestinos apelaram a uma maior vigilância otomana contra o sionismo.
Sentimentos antissemitas também aumentaram durante esse período. Literatura antissemita importada foi traduzida para o árabe, como Os Protocolos dos Sábios de Sião, partes das quais foram reimpressas em Filastin em 1920, e uma tradução completa publicada no Cairo em 1927. Segundo o historiador Bernard Lewis, a literatura árabe que promovia sentimentos antissemitas explodiu na década de 1920.
Yosef Gorny investigou as características ideológicas do sionismo no confronto judaico-árabe em seu livro Sionismo e os árabes, 1882–1948 . Ele diz que duas questões ideológicas eram importantes. A primeira era se os árabes palestinos faziam parte de uma nação árabe maior ou constituíam uma entidade nacional palestina separada. A segunda era até que ponto o sionismo poderia basear suas demandas em direitos históricos. O objetivo do sionismo de "construir na Palestina uma sociedade nacional judaica distinta" significava que também honrava certos princípios que afetavam sua atitude em relação aos árabes. Gorny distingue o "desejo de concentração territorial do povo judeu na Palestina", o "desejo de criar uma maioria judaica na Palestina", a "crença de que o emprego exclusivo de mão de obra judaica era a pré-condição para uma sociedade judaica independente" e o "renascimento da cultura hebraica [como] uma pré-condição para o renascimento da nação".
| Ano  | Judeus  | Árabes    |
| ---- | ------- | --------- |
| 1800 | 6.700   | 268.000   |
| 1880 | 24.000  | 525.000   |
| 1915 | 87.500  | 590.000   |
| 1931 | 174.000 | 837.000   |
| 1947 | 630.000 | 1.310.000 |

Gorny também distingue vários acontecimentos importantes que tiveram influência no confronto e na atitude dos sionistas. Até 1917, o sionismo foi tolerado como um movimento nacional no Império Otomano. Depois de 1917, a Palestina se tornou um Mandato administrado pelos britânicos, e o direito do povo judeu a uma pátria nacional na Palestina foi reconhecido pelos britânicos e pela Liga das Nações. Em 1948, o estado de Israel foi estabelecido. Simultaneamente, o problema da Palestina se tornou um assunto cada vez mais importante para judeus, árabes e a comunidade internacional. Durante esse período, o equilíbrio demográfico mudou de um judeu para cada 23 habitantes em 1880 para um judeu para cada três habitantes em 1947 (ver tabela). Por fim, Gorny diz que o ritmo desigual da ocidentalização deu à sociedade judaica uma vantagem tecnológica e organizacional. A sociedade judaica era principalmente urbana, a sociedade árabe principalmente rural.
Em seu livro Sionismo e os palestinos, Flapan distingue seis conceitos básicos da política do sionismo em relação aos árabes:
1. construção gradual de um potencial econômico e militar como base para a consecução de objetivos políticos,
2. aliança com uma grande potência externa ao Oriente Médio;
3. não reconhecimento da existência de uma entidade nacional palestina;
4. missão civilizadora do sionismo em uma área subdesenvolvida;
5. segregação econômica, social e cultural como pré-requisitos para o renascimento da vida nacional judaica;
6. o conceito de "paz pela força".[20]

Norman Finkelstein diz que o "consenso estratégico [no movimento sionista] sobre a Questão Árabe foi notável". Este consenso foi informado por três premissas: (1) "o movimento sionista não deveria esperar nem procurar a aquiescência dos árabes palestinos"; (2) "o sucesso do empreendimento sionista dependia do apoio de uma (ou mais) Grandes Potências"; (3) o conflito palestino deveria ser resolvido no âmbito de uma aliança regional subordinada aos interesses das Grandes Potências".
Em linha com promessas anteriores por Ben-Gurion, a Declaração de Independência de Israel afirma que "[Israel] garantirá a igualdade completa de direitos sociais e políticos a todos os seus habitantes, independentemente da religião, raça ou sexo."

### Sob administração de ocupação britânica
Vários fatores aumentaram os medos árabes após a Primeira Guerra Mundial. Entre elas estavam a criação da Palestina em 1918 e a Declaração de Balfour. Os britânicos também atenderam aos pedidos sionistas de que o hebraico se tornasse uma língua com status igual ao árabe nas proclamações oficiais, que os funcionários públicos judeus ganhassem mais que os árabes e que os sionistas tivessem permissão para hastear sua bandeira, enquanto os árabes não. Muitos judeus na Palestina agiram como se a conquista de um estado judeu fosse iminente. Além disso, em 1919, alguns jornais judaicos apelaram à emigração forçada de árabes palestinos.
Por um tempo, a Associação Muçulmana-Cristã, fundada em novembro de 1918 e composta por notáveis líderes, tornou-se o principal fórum nacionalista palestino. Os árabes palestinos mais jovens viam a inclusão da Palestina em um estado pan-árabe como o melhor meio de frustrar os objetivos sionistas. Entre eles estava o futuro mufti de Jerusalém, Haj Amin al-Husseini. Eles queriam unir a Palestina à Síria, governada pelo Rei Faiçal . Eles desconfiavam de Faisal, porém, por causa de sua aparente colaboração com Chaim Weizmann, e se identificavam mais com o Congresso Nacional Sírio.
A Guerra Franco-Síria eclodiu em março de 1920, como uma tentativa de estabelecer um Reino Árabe Hachemita em todo o Levante. Em uma série de incidentes notáveis, a guerra se espalhou para a vizinha Palestina Mandatária, incluindo a Batalha de Tel Hai em março de 1920. Além disso, em abril de 1920, Amin al-Husseini e outros líderes árabes iniciaram os distúrbios de Jerusalém em 1920, onde 10 pessoas foram mortas e outras 250 ficaram feridas. Várias mulheres foram estupradas e duas sinagogas foram queimadas. Os judeus ficaram particularmente chocados com estes acontecimentos e encararam-nos como um pogrom.
Depois de os britânicos terem deixado a Síria para os franceses, em Julho de 1920, o governo de Faiçal na Síria entrou em colapso e as esperanças pan-árabes na Palestina foram frustradas.

## Ideologia: o direito à terra

### Posições sionistas
A Declaração de Independência de Israel afirma: "Em [1897] o Primeiro Congresso Sionista convocou e proclamou o direito do povo judeu ao renascimento nacional em seu próprio país." e mais adiante, "nós, [os signatários] em virtude de nosso direito natural e histórico e com base na resolução da Assembleia Geral das Nações Unidas, declaramos o estabelecimento de um estado judeu em Eretz Israel." Isso ilustra a reivindicação do sionismo de um direito histórico como povo à Terra de Israel.
Todas as três tendências dentro do consenso do sionismo — sionismo político, trabalhista e cultural — exigiam uma maioria judaica. Os adeptos do sionismo político argumentavam que os laços nacionais eram os laços mais importantes que uniam os indivíduos. Eles argumentaram que “os judeus constituíam uma presença ‘estrangeira’ entre estados ‘pertencentes’ a outras nacionalidades numericamente preponderantes”. Propuseram remediar esta situação através da formação de um estado com uma maioria judaica. De acordo com Finkelstein, o sionismo trabalhista acrescentou a isso que um estado judeu era a única maneira de corrigir o déficit de trabalhadores judeus na Diáspora e criar uma estrutura de classe saudável entre os judeus. O sionismo cultural queria combater o perigo de assimilação e perda da cultura judaica. Para eles, uma maioria judaica garantiria um centro espiritual para o “renascimento espiritual desenfreado do povo judeu”.

De acordo com Finkelstein, "o movimento sionista dominante nunca duvidou do seu 'direito histórico' de impor um estado judeu através do 'direito de retorno' à população árabe indígena da Palestina", e de facto reivindicou para o povo judeu um direito prevalente a Israel, a sua pátria histórica, e atribuiu aos árabes apenas os direitos de residentes incidentais. O sionismo justificou isso com dois "fatos": o vínculo da nação judaica com a Palestina, derivado de sua história, era único, enquanto os árabes da Palestina eram parte da nação árabe e, portanto, não tinham nenhum vínculo especial com a Palestina. Portanto, os judeus tinham um direito de preferência sobre a Palestina. Por exemplo, Aaron David Gordon, cujos ensinamentos constituíram a principal inspiração intelectual dos líderes trabalhistas, escreveu em 1921:
Para Eretz Israel, temos uma carta que tem sido válida até agora e que sempre será válida, que é a Bíblia [... incluindo os Evangelhos e o Novo Testamento...]. Tudo veio de nós; foi criado entre nós. ... E o que os árabes produziram em todos os anos em que viveram no país? Tais criações, ou mesmo a criação da Bíblia por si só, nos dão um direito perpétuo sobre a terra na qual fomos tão criativos, especialmente porque os povos que vieram depois de nós não criaram tais obras neste país, ou não criaram absolutamente nada.
De acordo com Zeev Sternhell, "Os fundadores aceitaram esse ponto de vista. Esse foi o argumento sionista definitivo."
Y. Gorny diz que líderes de vários ramos do sionismo reivindicaram esse direito predominante:
- O sionista cultural Ahad Ha'am “via os direitos históricos dos judeus como superiores aos direitos residenciais dos árabes na Palestina”.[32]
- O companheiro de Theodor Herzl, Max Nordau, um sionista político, declarou que a Palestina era a "herança legal e histórica" da nação judaica e que os árabes palestinos tinham apenas "direitos de posse".[33]
- David Ben-Gurion, o líder mais importante do sionismo trabalhista, sustentava que o povo judeu tinha um direito superior à Palestina,[34] que a Palestina era importante para os judeus como nação e para os árabes como indivíduos e, portanto, o direito do povo judeu de se concentrar na Palestina, um direito que não era devido aos árabes.[35]
- Zeev Jabotinsky, líder dos sionistas revisionistas mais radicais, sustentou que, como a Palestina era apenas uma parte muito pequena da Terra ocupada pela nação árabe, "a requisição de uma área de terra de uma nação com grandes extensões de território, a fim de fazer um lar para um povo errante é um ato de justiça, e se a nação proprietária de terras não deseja cedê-la (e isso é completamente natural), deve ser forçada".[36]

Os sionistas dissidentes em Brit Shalom e Ihud pensavam diferente. Hugo Bergmann escreveu em 1929: "os nossos oponentes [no sionismo dominante] têm opiniões diferentes. Quando falam da Palestina, do nosso país, querem dizer 'o nosso país', isto é, 'não o seu país' [... esta crença baseia-se no conceito de que num Estado] um povo, entre os que aí residem, deve ter direito à maioria.", e Ernst Simon sustentou que o direito histórico "é vinculativo para nós e não para os árabes" e, portanto, é necessário um acordo com os árabes.
Segundo Anita Shapira, no início da década de 1940, os jovens judeus passaram a acreditar que "a terra era deles, somente deles. Esse sentimento era acompanhado por uma forte sensação de possessividade, de alegre antecipação da luta por ela".

#### Não reconhecimento de uma entidade nacional árabe palestina
Segundo Simha Flapan, um conceito básico do pensamento político sionista era o não reconhecimento da existência de uma entidade nacional palestina. Ele diz que o pronunciamento amplamente publicado de Golda Meir de que "Não existe tal coisa como palestinos", foi a pedra angular da política sionista, iniciada por Weizmann e fielmente executada por Ben-Gurion e seus sucessores. No entanto, Gorny documentou uma série de atitudes mantidas pelos sionistas em relação aos árabes palestinos, um fenómeno que implica o reconhecimento, mesmo que apenas através da oposição, de uma entidade nacional palestina.
Esse argumento apoiava a reivindicação sionista do "direito histórico": os judeus poderiam reivindicar a Palestina como a pátria de sua nação, enquanto os árabes palestinos não.

#### Território almejado pelo sionismo
A terra almejada pelo movimento sionista era "Eretz Israel". Anita Shapira diz que este termo era "um termo sagrado, vago no que diz respeito aos limites exatos dos territórios, mas definindo claramente a propriedade". Segundo Finkelstein, as terras almejadas incluíam a Palestina, a Transjordânia, as colinas de Golã e a parte sul do Líbano. Ben-Gurion disse que queria "concentrar as massas do nosso povo neste país e nos seus arredores". Quando propôs aceitar as propostas de Peel em 1937, que incluíam um estado judeu em parte da Palestina, Ben-Gurion disse ao vigésimo Congresso Sionista:
O Estado judeu que agora nos é oferecido não é o objetivo sionista. ... Mas pode servir como uma etapa decisiva no caminho para uma implementação sionista mais ampla. Consolidará na Palestina, no menor tempo possível, a verdadeira força judaica, que nos levará ao nosso objetivo histórico.
Em uma discussão na Agência Judaica, ele disse que queria um acordo judaico-árabe "supondo que, depois de nos tornarmos uma força forte, como resultado da criação do estado, aboliremos a partição e expandiremos para toda a Palestina". Em uma carta ao seu filho Amos, ele escreveu em 1937 que um estado judeu em parte da Palestina "não era o fim, mas apenas o começo". Isso daria um "impulso poderoso aos nossos esforços históricos para redimir o país em sua totalidade". Ele escreveu que não tinha "nenhuma dúvida de que o nosso exército estará entre os mais destacados do mundo - e por isso estou certo de que não seremos impedidos de nos estabelecer no resto do país, seja por acordo mútuo e entendimento com os nossos vizinhos árabes, ou por qualquer outra forma."
Na Conferência de Biltmore, em 1942, Ben-Gurion formulou a exigência dos sionistas "não como um estado judeu na Palestina, mas como a Palestina como um estado judeu". O Programa Biltmore, adotado naquela conferência por várias organizações judaicas sionistas e não sionistas, exigia que "a Palestina fosse estabelecida como uma Comunidade Judaica".

#### Posição de Ben-Gurion

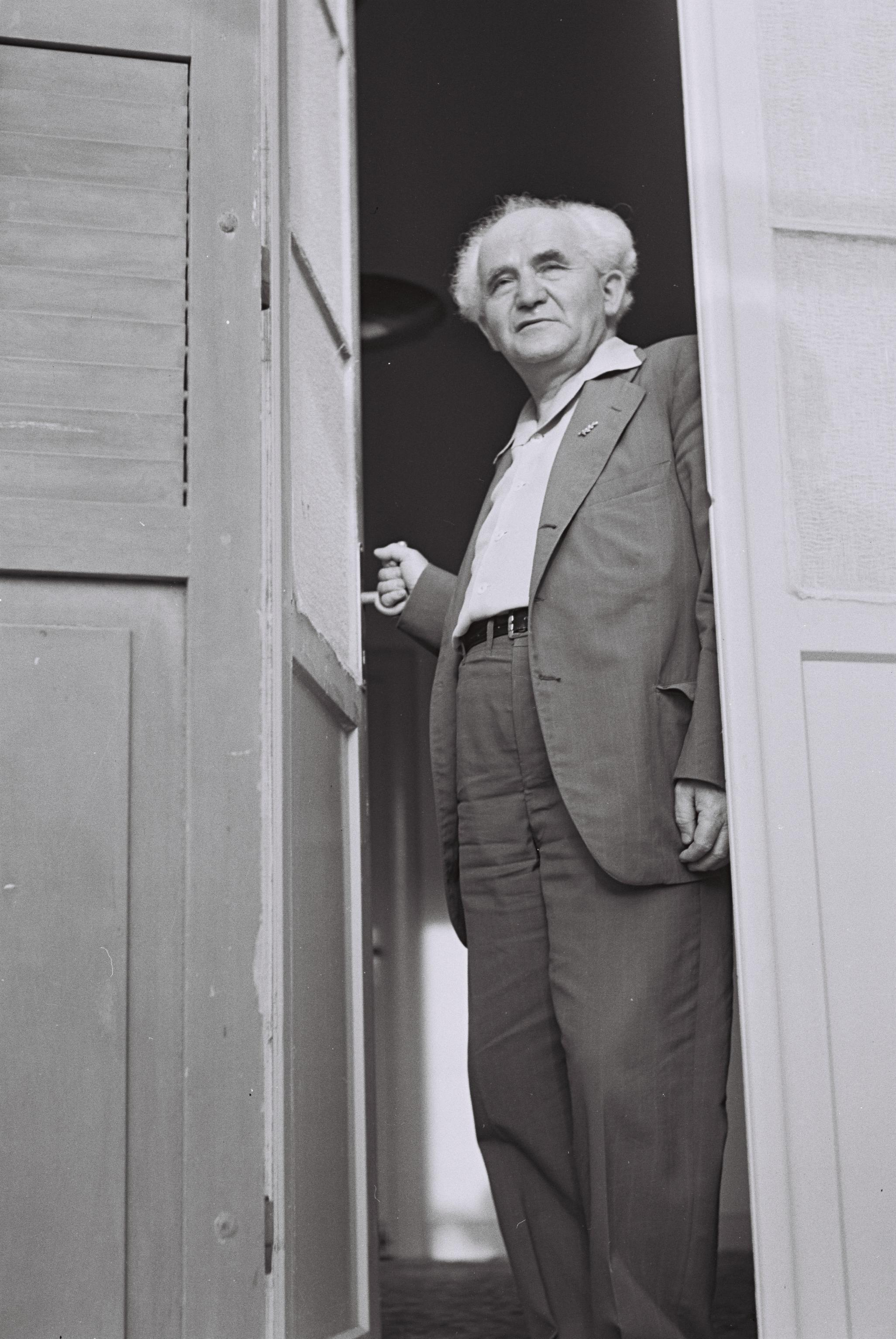
David Ben-Gurion

Durante o período anterior à criação do Estado na Palestina, Ben-Gurion representava a corrente principal do establishment judaico e era conhecido como moderado. Ele se opôs fortemente ao movimento sionista revisionista liderado por Ze'ev Jabotinsky e seu sucessor Menachem Begin. Ben-Gurion raramente invocava o “direito histórico” do povo judeu a Eretz Israel, mas preferia enfatizar o direito derivado da necessidade judaica de uma pátria e o direito universal de se estabelecer e desenvolver terras não cultivadas.
De acordo com Teveth, durante muitos anos a principal reivindicação de Ben-Gurion foi o direito judaico de trabalhar a terra, especialmente os oitenta por cento da Palestina que não eram cultivados, e de conquistá-la por meio do trabalho judaico. "Temos o direito de construir e ser construídos na Palestina". O direito de possuir uma terra derivava da vontade contínua de trabalhar e desenvolvê-la, e nesse aspecto judeus e árabes tinham direitos iguais. No entanto, Ben-Gurion expressou a crença de que os árabes se sairiam bem com a renovação do país pelos judeus, porque isso também significava a renovação de sua população árabe. Segundo Teveth, "os árabes, incapazes de desenvolver o país, não tinham o direito de atrapalhar os judeus. Em 1918, [Ben-Gurion] determinou que os direitos não vinham do passado, mas do futuro, e em 1924 declarou: 'Não reconhecemos o direito dos árabes de governar o país, uma vez que a Palestina é subdesenvolvida e ainda aguarda seus construtores.'" Ben-Gurion disse que os árabes "têm direito apenas àquilo que criaram e às suas próprias casas".
Segundo Teveth, pode-se traçar no pensamento de Ben-Gurion uma "evolução, afastando-se de uma visão do sionismo como um movimento por justiça absoluta, portador de uma mensagem universal, um movimento de paz e trabalho construtivo. Sua visão revisada do sionismo... era um movimento de justiça relativa, tendo os judeus como única preocupação, um movimento preparado para travar a guerra e tomar o país, à força, se necessário."
O Livro Branco britânico de 1939 estipulou que a imigração judaica para a Palestina seria limitada a 15.000 por ano durante os primeiros cinco anos e, posteriormente, dependeria do consentimento árabe. Depois disto, Ben-Gurion mudou a sua política em relação aos britânicos, afirmando: "A paz na Palestina não é a melhor situação para frustrar a política do Livro Branco". Ben-Gurion acreditava que uma solução pacífica com os árabes não tinha chance e logo começou a preparar o Yishuv para a guerra. Segundo Teveth, “através da sua campanha para mobilizar o Yishuv em apoio ao esforço de guerra britânico, ele esforçou-se por construir o núcleo de um ‘exército hebreu’, e o seu sucesso neste esforço trouxe mais tarde a vitória ao sionismo na luta para estabelecer um estado judeu.” 
Em público, Ben-Gurion manteve a posição oficial de seu partido que negava a necessidade de força para atingir os objetivos sionistas. Ao contrário de Weizmann, Ben-Gurion tinha uma visão realista do forte apego dos árabes palestinos ao solo palestino. Em 1938, ele disse: "Em nossa discussão política no exterior, minimizamos a oposição árabe a nós. Mas não ignoremos a verdade entre nós. ... Um povo que luta contra [o que concebe como] a usurpação de sua terra não se cansará tão facilmente." De acordo com Flapan, a avaliação de Ben-Gurion sobre os sentimentos árabes o levou a uma linha ainda mais militante sobre a necessidade de aumentar a força militar judaica: "Acredito em nosso poder, em nosso poder que crescerá, e se crescer, o acordo virá...".

No epílogo de Ben-Gurion e os árabes palestinos, Shabtai Teveth avalia a política de Ben-Gurion em relação aos árabes até 1936 da seguinte forma:
Uma comparação cuidadosa das posições públicas e privadas de Ben-Gurion leva inexoravelmente à conclusão de que essa negação do conflito, que durou vinte anos, foi uma tática calculada, nascida do pragmatismo e não da profundidade de suas convicções. A ideia de que judeus e árabes poderiam reconciliar suas diferenças por meio da solidariedade de classe, uma noção que ele defendeu entre 1919 e 1929, foi uma tática protelatória. Assim que o Yishuv ganhou força, Ben-Gurion o abandonou. A crença em uma solução de compromisso, que Ben-Gurion professou durante os sete anos entre 1929 e 1936, também foi uma tática, projetada para conquistar o apoio britânico contínuo ao sionismo. As únicas convicções genuínas que fundamentavam a abordagem de Ben-Gurion à questão árabe eram duas: que o apoio ao poder que governa a Palestina era mais importante para o sionismo do que qualquer acordo com os árabes, e que os árabes se reconciliariam com a presença judaica somente após admitirem sua incapacidade de destruí-la.
Para Ben-Gurion, qualquer acordo com os árabes palestinos deve ser baseado na aquiescência árabe à hegemonia sionista. Isso resultaria do reconhecimento árabe do poder sionista e da fraqueza árabe. Nas conversações com os árabes na década de 1930, Ben-Gurion tentou incutir-lhes a força judaica, por exemplo, apelando a um estado judeu que incluísse a Transjordânia.

#### Posição de Weizmann
Na opinião de Chaim Weizmann, a Palestina era um país judeu e não árabe; no entanto, Weizmann acreditava que o estado deveria ser baseado na justiça e numa acomodação com os árabes.
Em 1918, Weizmann viajou pela Palestina como chefe da Comissão Sionista e se encontrou com líderes árabes e árabes-palestinos, incluindo o futuro mufti al-Husseini. Ele preferiu negociar uma solução política principalmente com os britânicos, e às vezes com árabes não palestinos, mas se opôs à negociação com os próprios palestinos. De acordo com Jehuda Reinharz, ele concentrou seus esforços na liderança pan-árabe da família Hussein porque eles estavam (inicialmente) dispostos a chegar a um acordo em troca do apoio sionista, enquanto ele não conseguiu chegar a nenhum entendimento com os líderes árabes palestinos.
Weizmann rejeitou a ideia de que a transferência populacional de palestinos para outros países árabes era imoral (pelo Tratado de Lausanne de 1923, turcos e gregos concordaram com um acordo de transferência mútua). Segundo Flapan, essa ideia estava em sua mente, embora ele não tenha dito isso em público. Em 1930, ele, no entanto, instou os britânicos a considerarem a transferência de palestinos para a Transjordânia.
Segundo Flapan, Weizmann preferia negociar uma solução política principalmente com os britânicos e, às vezes, com árabes não palestinos, mas se opunha a negociar uma solução com os próprios palestinos. No início da década de 1920, ele se manifestou veementemente contra as tentativas de Judah Leon Magnes de mediar com os árabes. A proposta de Magnes incluía um estado palestino a ser estabelecido com voto proporcional. Weizmann opôs-se veementemente à criação de instituições representativas na Palestina. Segundo Gorny, Weizmann “não considerava os árabes palestinos como parceiros nas negociações sobre o futuro da Palestina”.

De acordo com Arthur Ruppin, anteriormente responsável pela Agência Judaica, Weizmann e outros líderes sionistas não conseguiram compreender a natureza e a importância da questão árabe. Ruppin disse à Agência em maio de 1936:
O Dr. Weizmann me contou certa vez como recebeu a Declaração de Balfour. E quando lhe perguntei: "E o que você pensava então, na realidade, sobre a questão árabe?", ele respondeu: "Os ingleses nos disseram que [há] algumas centenas de milhares [de] negros lá, e isso não tem importância." Isso me mostra que, naquela época, nossos líderes não tinham a mínima noção da questão árabe, e mesmo muito tempo depois, relegaram essa questão a um segundo plano.

#### Posição de Jabotinsky
Ze'ev Jabotinsky, o líder dos sionistas revisionistas, achava que os árabes eram completamente irrelevantes para a questão do sionismo, exceto como inimigos. Na sua opinião, o conflito com os árabes era natural e inevitável e não poderia ser resolvido até que os sionistas pudessem enfrentar os árabes com um "muro de ferro" de poder judaico. No entanto, Jabotinsky apoiou a igualdade de direitos para os árabes que vivem no estado judeu.

#### Conceito de estado binacional
Uma minoria de sionistas, incluindo o movimento sionista socialista Hashomer Hatzair, procurou criar um estado binacional. Entretanto, essa abordagem era impopular tanto entre árabes quanto entre judeus.

#### A "Ideia de Transferência"
A "ideia de transferência" refere-se ao pensamento sionista sobre a possibilidade de transferência de árabes palestinos para fora da Palestina, ou de uma futura parte judaica da Palestina, em benefício dos objetivos do sionismo. Organizações sionistas discutiram isso em plenário em relação às recomendações de Peel de 1937. No debate histórico desde a década de 1980, o assunto tem sido frequentemente discutido em relação à expulsão e fuga dos palestinos em 1948. Os defensores dessa teoria dizem que a força motriz do êxodo palestino de 1948 foi a crença dos líderes sionistas de que um estado judeu não poderia sobreviver com uma forte população árabe e que uma transferência populacional seria mais benéfica.
De acordo com o historiador israelense Benny Morris, "muitos, se não a maioria, dos principais líderes do sionismo expressaram, pelo menos de passagem, apoio à ideia de transferência durante as primeiras décadas do movimento. É verdade que, como o assunto era sensível, eles não costumavam declarar isso em público com frequência ou normalmente". O historiador e ex-diplomata israelense Shlomo Ben-Ami escreveu: "A filosofia da transferência não era um artigo marginal e esotérico na mentalidade e no pensamento dos principais líderes do Yishuv".
Segundo Gorny, na visão tradicional da maioria dos sionistas, um êxodo em massa de árabes palestinos era uma solução desejável para a "Questão Árabe".
Norman Finkelstein argumenta que o pensamento transferista está próximo do cerne do pensamento sionista. Ele diz que a reivindicação sionista de um direito prevalecente sobre toda a Palestina, combinada com seu desejo de estabelecer uma sociedade que "pertencesse" aos judeus, resultou em "uma ideologia radicalmente exclusivista, que torna os não judeus, na melhor das hipóteses, uma presença redundante e facilmente se presta a esquemas que favorecem a transferência de populações — e a expulsão". Assim, "a reivindicação do sionismo sobre toda a Palestina ... colocou em questão qualquer presença árabe na Palestina".
Theodor Herzl apoiou a ideia da transferência. As terras na Palestina seriam gentilmente expropriadas dos árabes palestinos e estes seriam trabalhados através da fronteira "unbemerkt" (secretamente), por exemplo, recusando-lhes emprego. O rascunho de Herzl para uma Carta Constitutiva para uma Companhia de Terras Judaico-Otomana (JOLC) deu à JOLC o direito de obter terras na Palestina, dando aos seus proprietários terras comparáveis em outras partes do Império Otomano. Segundo Walid Khalidi, isto indica a “suposição insípida de Herzl da transferência do palestino para dar lugar ao colono imigrante”.
Segundo Nur Masalha, "a derrota do plano de partilha não diminuiu de forma alguma a determinação do campo de Ben-Gurion... em continuar a trabalhar pela remoção da população nativa" Em Novembro de 1937, foi nomeado um Comité de Transferência de População para investigar os aspectos práticos da transferência. Foram discutidos detalhes dos custos, locais específicos para realocação dos palestinos e a ordem em que eles deveriam ser transferidos. Tendo em vista a necessidade de terras, concluiu-se que a população rural deveria ser transferida antes dos habitantes da cidade, e que a melhor forma seria a de se estabelecer aldeia por aldeia. Em junho de 1938, Ben-Gurion resumiu o sentimento na JAE: "Eu apoio a transferência compulsória. Não vejo nada de imoral nisso". Em relação à relutância dos britânicos em implementá-la, a expropriação de terras foi vista como um mecanismo importante para precipitar um êxodo palestino. Além disso, os restantes palestinos não deveriam ficar com propriedades fundiárias substanciais.
O papel da "Ideia de Transferência" na expulsão e fuga palestina de 1948 é controverso. Embora hoje em dia seja amplamente reconhecido pelos historiadores que os ataques militares judeus foram a principal causa do êxodo, ainda é debatido se havia ou não uma política não oficial para esse fim. O "pensamento de transferência" no Yishuv anterior a 1948 pode ter desempenhado um papel durante o processo de planejamento militar e também na atitude de líderes militares e soldados em relação aos palestinos durante a guerra.

### Posições árabes palestinas
A liderança árabe palestina baseou os seus pedidos aos britânicos de direitos nacionais e políticos, como um governo representativo, em vários argumentos: 
- Junto com Iraque, Síria e Líbano, a Palestina era um Mandato Classe A da Liga das Nações. Os mandatos de Classe A eram áreas consideradas, de acordo com o Artigo 22[79] do Pacto da Liga das Nações, como "...tendo atingido um estágio de desenvolvimento em que a sua existência como nações independentes pode ser provisoriamente reconhecida, sujeita à prestação de aconselhamento e assistência administrativa por um Mandatário, até ao momento em que sejam capazes de se manterem autónomos. Os desejos destas comunidades devem ser uma consideração principal na selecção do Mandatário". Em 1932, o Iraque era independente, e a Síria, o Líbano e a Transjordânia tinham parlamentos nacionais, funcionários governamentais árabes até ao nível de ministro, e poder substancial nas mãos dos árabes.[80]
- Promessas britânicas durante a Primeira Guerra Mundial. A Correspondência Huceine-McMahon prometia autodeterminação árabe em áreas puramente árabes. No entanto, McMahon manteve deliberadamente vago se a Palestina fazia parte dessas áreas.[81]

#### Rejeição do Yishuv e da Jihad Judaica
O pensamento religioso islâmico também teve influência nas posições palestinas, especialmente durante a década de 1930, levando à interpretação religiosa da luta contra os britânicos e o Yishuv judeu. Entre os islâmicos, a questão era a aplicação de Dar al-Islam à Palestina, como um termo usado por estudiosos muçulmanos para se referir aos países onde os muçulmanos podem praticar sua religião como a seita dominante e onde certas religiões (judaísmo, cristianismo e sabeísmo) devem ser toleradas. Embora a ideia da Jihad defensiva tenha se tornado popular entre alguns militantes palestinos na década de 1980, o modelo para esse fenômeno apareceu já na década de 1930, com os primeiros grupos militantes islâmicos, como a Mão Negra (liderada pelo islamita sírio Izaddin al-Qassam), visando libertar a Palestina de cristãos e judeus dentro do contexto da Jihad.

#### Amin al-Husseini

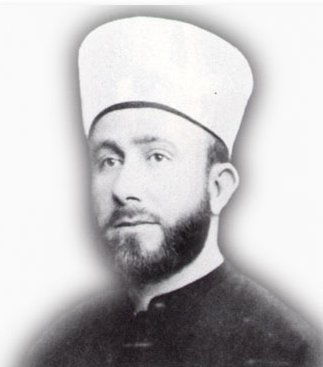
Mohammad Amin al-Husayni

Robert Fisk, discutindo as dificuldades de descrever a vida de al-Husseini e suas motivações, resumiu o problema da seguinte maneira:
Mesmo discutir sua vida é ser pego na guerra de propaganda árabe-israelense. Fazer uma avaliação imparcial da carreira do homem — ou, nesse caso, uma história imparcial da disputa árabe-israelense — é como tentar andar de bicicleta ao mesmo tempo..
Philip Mattar sugere que em 1939 al-Husseini deveria ter aceitado o favorável Livro Branco de 1939, ou chegado a um acordo com os sionistas. Mas o Mufti adotou uma estratégia de oposição e rejeição activa e fútil, que contribuiu para a derrota final dos Palestinos.
Peter Novick argumentou que a representação historiográfica de al-Husseini no pós-guerra refletiu interesses geopolíticos complexos que distorceram o registro.
As alegações de cumplicidade palestina no assassinato dos judeus europeus foram, em certa medida, uma estratégia defensiva, uma resposta preventiva à queixa palestina de que, se Israel fosse recompensado pelo Holocausto, seria injusto que os muçulmanos palestinos pagassem a conta pelos crimes dos cristãos europeus. A afirmação de que os palestinos foram cúmplices do Holocausto baseou-se principalmente no caso do Mufti de Jerusalém, um líder nacionalista palestino anterior à Segunda Guerra Mundial que, para escapar da prisão pelos britânicos, buscou refúgio na Alemanha durante a guerra. O Mufti era, em muitos aspectos, um personagem de má reputação, mas as alegações do pós-guerra de que ele desempenhou qualquer papel significativo no Holocausto nunca foram sustentadas. Isso não impediu os editores da Enciclopédia do Holocausto, em quatro volumes, de lhe darem um papel de destaque. O artigo sobre o Mufti é mais do que o dobro do tamanho dos artigos sobre Goebbels e Göring, mais longo do que os artigos sobre Himmler e Heydrich combinados, mais longo do que o artigo sobre Eichmann - de todos os artigos biográficos, é excedido em comprimento, mas apenas ligeiramente, pela entrada para Hitler.
Gilbert Achcar resume a importância de al-Husseini:
É preciso notar, de passagem, que as memórias de Amin al-Husseini são um antídoto contra a negação do Holocausto: ele sabia que o genocídio havia ocorrido e se gabava de tê-lo perfeitamente a par desde 1943. Acredito que ele seja um arquiteto da Nakba (a derrota de 1948 e a partida de centenas de milhares de palestinos que haviam sido expulsos de suas terras) no sentido de que ele tem uma parcela de responsabilidade pelo que aconteceu ao povo palestino.

#### Ligações com a Alemanha Nazista
Em 1933, poucas semanas após a ascensão de Hitler ao poder na Alemanha, o Cônsul-Geral alemão na Palestina, Heinrich Wolff, enviou um telegrama a Berlim relatando a crença de al-Husseini de que os muçulmanos palestinos estavam entusiasmados com o novo regime e ansiavam pela disseminação do fascismo por toda a região. Wolff encontrou al-Husseini e muitos xeques novamente, um mês depois, em Nabi Musa. Eles expressaram sua aprovação ao boicote antijudaico na Alemanha e pediram a Wolff que não enviasse nenhum judeu para a Palestina. 
O Mufti colaborou com os alemães em numerosas operações de sabotagem e de comando no Iraque, na Transjordânia e na Palestina, e instou repetidamente os alemães a bombardearem Telavive e Jerusalém "para prejudicar os judeus palestinos e para fins de propaganda no mundo árabe", como disseram os seus interlocutores nazistas. As propostas foram rejeitadas por serem inviáveis. Os fascistas italianos conceberam um projeto para estabelecê-lo como chefe de um centro de inteligência no Norte da África, e ele concordou em atuar como comandante de forças regulares e irregulares em uma futura unidade que flanquearia as tropas do Eixo para realizar operações de sabotagem atrás das linhas inimigas. A Operação ATLAS foi uma dessas operações conjuntas.

#### Clã Nashashibi
A família Nashashibi era considerada politicamente moderada em comparação às visões mais militantes da família Husayni. Os Nashashibis favoreciam a oposição política, em vez da violenta, ao mandato britânico e ao sionismo. Eles também estavam dispostos a fazer concessões em algumas áreas que muitos palestinos não estavam. Por exemplo, a família Nashashibi apoiou a partilha proposta pela Grã-Bretanha em 1937 e aceitou reservadamente o Livro Branco de 1939, embora tenha recuado quando foi atacada por oponentes políticos. Da mesma forma, os Nashashibi também eram a favor da participação árabe no Conselho Legislativo proposto pelo mandato britânico, que contaria com representantes dos vários grupos religiosos da Palestina na época.
Raghib Nashashibi, o chefe do clã Nashashibi na época, foi uma figura política influente durante o período do Mandato Britânico e além. Ele foi nomeado prefeito de Jerusalém em 1920 pelos britânicos e ajudou a formar o Partido Nacional Árabe Palestino em 1928 e o Partido de Defesa Nacional em 1934.  Em 1936, ele se juntou ao Comitê Superior Árabe, formado por iniciativa de Amin al-Husayni, do clã rival al-Husayni; no entanto, Raghib e o Partido de Defesa Nacional controlado pelo clã logo se retiraram do comitê.
Em geral, a família Nashashibi e seus seguidores políticos defendiam um compromisso com os sionistas e as autoridades britânicas. Isto contrastava fortemente com as opiniões dos Husaynis, que defendiam uma rejeição total da política da Declaração de Balfour. O Partido Árabe Palestino, formado em 1935 pelos Husayni em resposta à formação do Partido de Defesa Nacional de Nashashibi, acreditava na dissolução maximalista do Lar Nacional Judaico e na criação de um governo exclusivamente árabe. Os Nashashibis, no entanto, sentiam que os árabes teriam mais probabilidades de atingir os seus objectivos políticos se trabalhassem dentro do sistema de Mandatos, em vez de lutarem contra ele.
Durante o período do mandato britânico, os clãs Husayni e Nashashibi foram as duas famílias árabes mais poderosas da Palestina e competiam constantemente pelo poder. Embora as duas famílias não divergissem em seus objetivos de longo prazo (interromper o fluxo de judeus europeus e preservar o estado árabe palestino), elas discordavam sobre a melhor maneira de atingir esses objetivos. A família Husayni rejeitou o mandato britânico e o sionismo como um todo, enquanto os Nashashibis sentiram que a melhor abordagem seria por meio de um compromisso político.
A política na Palestina como um todo divergiu amplamente ao longo da cisão criada por essas duas famílias. Isso produziu um nível de facionalismo entre os árabes palestinos que muitas vezes os impediu de lutar contra o sionismo. Além disso, disputas partidárias muitas vezes faziam com que uma família bloqueasse as políticas da outra família que realmente poderiam ser de interesse nacional. Infelizmente para os árabes palestinos, sua capacidade de negociar efetivamente foi muitas vezes prejudicada por sua incapacidade de apresentar uma frente unida na questão do sionismo.

#### Partidos pró-sionistas
Em 1920, as Associações Nacionais Muçulmanas pró-sionistas foram estabelecidas pelo prefeito de Haifa, Hassan Bey Shukri e pelo xeique Musa Hadeib, chefe do partido dos agricultores do Monte Hebron. Em julho de 1921, Shukri enviou um telegrama ao governo britânico, declarando apoio à Declaração de Balfour e à imigração judaica para a Palestina sob Mandato Britânico:
Protestamos veementemente contra a atitude da referida delegação em relação à questão sionista. Não consideramos o povo judeu como um inimigo cujo desejo é nos esmagar. Pelo contrário. Consideramos os judeus como um povo irmão que compartilha nossas alegrias e dificuldades e nos ajuda na construção de nosso país comum.
As'ad Shukeiri, um estudioso muçulmano pró-sionista ('alim) da área do Acre, amplamente conhecido por sua oposição ao movimento nacional árabe palestino, seguiu a mesma tendência. Ele se reunia rotineiramente com autoridades sionistas e participava de organizações árabes pró-sionistas, rejeitando publicamente o uso do islamismo por Haj Amin al-Husseini contra o sionismo.

## Separação social e econômica

### A "Conquista do Trabalho" pelo Sionismo
Em 1932, Ben-Gurion escreveu:
Nós, que viemos para cá nos últimos cinquenta anos, não pudemos ser absorvidos pela economia existente, mas fomos obrigados a criar novas fontes de subsistência. Não nos estabelecemos em aldeias árabes ou nas cidades ocupadas, mas fundamos novos assentamentos e construímos novos bairros e subúrbios urbanos. Não buscamos trabalho em vinhedos e pomares árabes, nem em lojas e fábricas árabes; plantamos e construímos os nossos próprios. Viemos não como imigrantes, mas como colonos, não para a antiga Palestina, mas para uma nova terra que construímos para nós mesmos.
A luta pelo “trabalho judaico”, para que os judeus empregassem apenas judeus, significou a vitória do trabalho judaico na criação de uma nova sociedade. Esta luta foi constantemente impulsionada pelos líderes da segunda Aliá (1904-1914), que fundaram o sionismo trabalhista e se tornaram, na década de 1930, os líderes do movimento sionista. Pouco depois de sua chegada à Palestina em 1906, Ben-Gurion observou que uma moshava, um assentamento agrícola judaico privado, empregava árabes como guardas. Ele perguntou a si mesmo: "Seria concebível que aqui também estivéssemos no exílio, contratando estranhos para guardar nossas propriedades e proteger nossas vidas?". Logo Ben-Gurion e seus companheiros conseguiram corrigir essa situação. Segundo Teveth, nestes primeiros anos, Ben-Gurion desenvolveu o conceito de "Avodah Ivrit'", ou "trabalho judaico".
Os líderes da segunda Aliyah concordaram que o trabalho judaico era vital para o processo de renascimento nacional, pois estavam convencidos de que os judeus deveriam "se redimir" construindo com suas próprias mãos um novo tipo de sociedade judaica. Eles também achavam que o uso de mão de obra árabe poderia criar uma sociedade colonial típica, explorando mão de obra indígena barata e desorganizada, o que dificultaria a imigração judaica. Por fim, eles consideravam o trabalho manual uma boa terapia para os judeus como indivíduos e como povo. Na opinião de Ben-Gurion, o trabalho judaico não era "um meio, mas um fim sublime", o judeu tinha de ser transformado e tornado criativo.
Em 1907, Ben-Gurion apelou ao trabalho judaico nas terras pertencentes ao Fundo Nacional Judaico. Houve dificuldades aqui, porque os árabes estavam dispostos a trabalhar longas horas por salários muito baixos, e a maioria dos imigrantes judeus preferia se estabelecer nas cidades. Neste contexto ocorreu o desenvolvimento do conceito de Kibutz, 'o assentamento cooperativo baseado no trabalho autônomo e motivado pelos ideais sionistas'. Num resumo feito em 1956, Ben-Gurion disse que o movimento Kibuutz não foi iniciado por causa de alguma teoria socialista, mas como uma forma eficaz de "garantir o trabalho judaico".
Por volta de 1920, Ben-Gurion começou a exigir mão de obra judaica em toda a economia, e o sionismo trabalhista começou a lutar por uma segregação absoluta das comunidades nacionais judaica e árabe. Desta forma, 'judeus e árabes ... viveriam em assentamentos separados e trabalhariam em economias separadas'. Ben-Gurion usou os motins de 1929 e a greve geral de 1936 como oportunidades para reforçar ainda mais a sua campanha pelo trabalho judaico. Em 1930, o Relatório Hope Simpson culpou a política laboral judaica pelo grave desemprego no sector árabe. Segundo Flapan, em 1933 a Histadrut lançou sua primeira campanha para remover trabalhadores árabes das cidades. Em muitos casos, a remoção de trabalhadores árabes "assumiu a forma de cenas horríveis de violência". Os relatos disto na imprensa judaica e árabe «criaram uma atmosfera de tensão sem precedentes». Segundo Flapan, esta expulsão forçada de trabalhadores árabes e a "propaganda acrimoniosa" que acompanhou a operação amplificaram a hostilidade árabe e acabaram por precipitar o início da revolta árabe em 1936.

Em 1947, a Comissão Especial da ONU sobre a Palestina resumiu a situação:
A vida econômica apresenta o fenômeno complexo de duas economias distintas — uma judaica e uma árabe, intimamente envolvidas entre si e, ainda assim, separadas em características essenciais. ... Além de um pequeno número de especialistas, nenhum trabalhador judeu é empregado em empreendimentos árabes e, além dos pomares de frutas cítricas, muito poucos árabes são empregados em empreendimentos judaicos... O serviço público, a empresa Potash e a refinaria de petróleo são quase os únicos lugares onde árabes e judeus se encontram como colegas de trabalho na mesma organização. ... Há diferenças consideráveis entre as taxas de salário para trabalhadores árabes e judeus em ocupações semelhantes.

## Conflito (1921–1948)
Do ponto de vista sionista, os árabes naturalmente se oporiam ao sionismo, mas esse era um problema para os britânicos resolverem, e não para os judeus. Conforme exigido pelos termos do mandato, os britânicos deveriam impedir que os árabes se tornassem uma ameaça política ou mesmo militar aos objetivos sionistas. Portanto, para os sionistas a política britânica era mais importante do que a política árabe.
A oposição árabe era, obviamente, conhecida dos sionistas. Ben-Gurion disse em 1918: "Nós, como nação, queremos que este país seja nosso; os árabes, como nação, querem que este país seja deles". Era de se esperar resistência. Jabotinsky disse em 1921: "Não conheço um único exemplo na história em que um país tenha sido colonizado com o consentimento cortês da população".
De acordo com Flapan, um dos conceitos básicos do sionismo dominante em relação aos árabes palestinos era a segregação econômica, social e cultural como meio de criar uma vida nacional judaica. Especialmente a luta por "100 por cento de mão de obra judaica" no setor judaico da economia ocupou as energias do movimento trabalhista durante a maior parte dos anos do Mandato e contribuiu mais do que qualquer outro fator para a separação territorial, econômica e social entre judeus e árabes. ' Segundo CD Smith, os sionistas não pretendiam criar uma sociedade conjunta com os árabes, por mais difícil que isso pudesse ser.
Embora o estabelecimento de uma maioria judaica ou de um estado judeu na Palestina estivesse fundamentalmente em desacordo com as aspirações dos habitantes árabes da Palestina, os sionistas não duvidavam de seu direito de estabelecer uma maioria judaica na Palestina. Os sionistas justificaram isso referindo-se ao vínculo histórico "único" da nação judaica com a Palestina, enquanto os árabes da Palestina faziam parte da nação árabe e, portanto, não tinham nenhum vínculo especial com a Palestina. Muitos sionistas reivindicaram um "direito de preferência" sobre a Palestina, os judeus tinham esse direito como nação, os árabes apenas como indivíduos.

### Motins de Jafa em 1921
Em maio de 1921, revoltas eclodiram em Jafa, particularmente ao redor da Casa Vermelha, cujos habitantes foram massacrados. Os motins foram inicialmente desencadeados por um confronto no Dia do Trabalho entre os Mopsim e Ahdut HaAvoda, mas rapidamente levaram a confrontos entre judeus e árabes. 95 pessoas morreram e 219 ficaram feridas. Como consequência dos eventos, milhares de moradores judeus fugiram de Jaffa para Tel Aviv. Um clima de suspeita e ódio mútuos surgiu e cresceu.

### 1921–1929
Em 1922, os britânicos ofereceram aos árabes representação em um conselho oficial. Este conselho seria composto pelo Alto Comissário e dez funcionários do governo, oito muçulmanos, dois judeus e dois cristãos. Os últimos doze seriam eleitos pela população. No entanto, tanto os árabes muçulmanos como os cristãos decidiram boicotar as eleições porque ao conselho foi especificamente negado o direito de discutir assuntos relativos à imigração judaica. Em 1923 e posteriormente, Herbert Samuel propôs conselhos com composições iguais, mas com seus membros nomeados pelo Alto Comissário. Os árabes recusaram novamente.
Segundo C.D. Smith, a aceitação pelos árabes significaria o reconhecimento da Declaração de Balfour, o mandato que incluía a Declaração de Balfour e, consequentemente, um direito judaico à imigração, o que minaria a sua reivindicação de autodeterminação.

### Motins de 1929
Tensões religiosas sobre o Muro das Lamentações, uma crise econômica internacional e tensões nacionalistas sobre a imigração judaica levaram aos distúrbios palestinos de 1929. Nesses distúrbios religiosos e nacionalistas, judeus foram massacrados em Hebron e os sobreviventes foram expulsos da cidade. Devastação também ocorreu em Safed e Jerusalém. Essa violência foi direcionada principalmente contra as comunidades ortodoxas não sionistas; as comunidades sionistas conseguiram se defender e estabeleceram organizações de defesa. Como resultado, a comunidade ortodoxa na Palestina tornou-se cada vez mais dependente do apoio sionista.
De acordo com C.D. Smith, a adesão britânica aos termos do mandato significava que não havia maneira política para os árabes palestinos compensarem a perda de seu país. “Eventualmente a violência tornou-se o único recurso.” 

### Mão Negra e os motins de 1933
A organização foi fundada em 1930 e liderou até a morte do xeique Izz ad-Din al-Qassam, de origem síria, em 1935, cuja pregação foi fundamental para lançar as bases para a formação da Mão Negra, que ele usou para proclamar a jihad e atacar colonos judeus. Em 1935, a Mão Negra tinha várias centenas de homens - os números variam entre 200 e 800 - organizados em células de 5 homens e organizava treino militar para camponeses. As células estavam equipadas com bombas e armas de fogo, que usavam para atacar assentamentos judaicos e sabotar linhas ferroviárias construídas pelos britânicos.

### Revolta Árabe

#### Boicote e revolta
A revolta árabe de 1936-1939 na Palestina foi influenciada pela rebelião qassamita que eclodiu após o assassinato de Izz ad-Din al-Qassam em 1935, bem como uma declaração emitida pelo Grande Mufti de Jerusalém, Amin al-Husseini, em 16 de maio de 1930, pedindo que a data fosse comemorada como "Dia da Palestina", além de convocar uma greve geral para começar no mesmo dia.
A greve geral que eclodiu durou de abril a outubro de 1936, quando foi convocada pelo Comitê Superior Árabe (HAC). A revolta que se seguiu consistiu em duas fases distintas. A primeira fase foi dirigida principalmente pelo HAC, predominantemente urbano, e concentrou-se principalmente em greves e outras formas de protesto político. Em Outubro de 1936, estes esforços foram anulados pela administração britânica, recorrendo a uma combinação de concessões políticas, diplomacia internacional (envolvendo os governantes do Iraque, da Arábia Saudita, da Transjordânia e do Iêmen) e à ameaça da lei marcial. Em resposta, a segunda fase da revolta começou a surgir no final de 1937, na qual guerrilheiros árabes operando principalmente no campo passaram a atacar cada vez mais as forças britânicas. Em resposta, os britânicos proibiram o HAC, prenderam muitos de seus membros e partiram para a ofensiva; as forças britânicas invadiram redutos rebeldes e "virtualmente os aniquilaram" após coagir a população rural a colaborar com eles. Punições foram generosamente aplicadas a rebeldes e supostos cúmplices, com os britânicos utilizando uma combinação de demolições de casas, queimadas de plantações e prisões em massa. No verão de 1939, os britânicos, auxiliados pela Haganá, haviam reprimido em grande parte a revolta.
Segundo fontes governamentais, ao longo da revolta, 2.000 árabes foram mortos em combate com os britânicos, 108 foram enforcados e 961 morreram devido ao que foi denominado nos relatórios como "atividades de gangues e terroristas". Numa análise das estatísticas do governo britânico, o historiador Walid Khalidi estima 19.792 baixas para os árabes, com 5.032 mortos: 3.832 mortos pelos britânicos e 1.200 mortos devido ao envolvimento no "terrorismo", e 14.760 feridos. Mais de dez por cento da população adulta masculina árabe palestina entre os 20 e os 60 anos foi morta, ferida, presa ou exilada durante a revolta, enquanto as estimativas do número de judeus palestinos mortos variam entre 91 e várias centenas.
A revolta árabe na Palestina não teve sucesso e suas consequências afetaram o resultado da guerra da Palestina de 1947-1949. Isso levou a administração britânica a dar apoio crucial aos paramilitares sionistas, como a Haganah, enquanto do lado árabe palestino, a revolta forçou Amin al-Husseini, o principal líder árabe palestino do período, a fugir para o exílio junto com seus associados.

#### Comissão Peel
Em 1937, em reação a uma revolta de meio ano dos árabes palestinos, a Comissão Peel Britânica propôs a partição como solução para os problemas. A comissão recomendou que os judeus ficassem com cerca de vinte por cento da Palestina e que os 250.000 árabes palestinos que viviam nessa parte fossem transferidos. Segundo o plano, “em última instância” a transferência de árabes da parte judaica seria obrigatória. Segundo Masalha, a parte da transferência do plano foi sugerida à comissão Peel por um grupo de pressão sionista.
A liderança sionista estava inclinada a aceitar a parte da partilha do plano sob a condição da parte da transferência. David Ben-Gurion aceitou-o "com base no pressuposto de que, depois de construirmos uma força forte após o estabelecimento do Estado, aboliremos a divisão do país e expandiremos para toda a Terra de Israel"
No XX Congresso Sionista, realizado em Zurique em agosto de 1937, o plano foi discutido e rejeitado sob a justificativa de que uma parte maior da Palestina deveria ser atribuída a eles. A transferência obrigatória “em último recurso” foi aceite como moralmente justa pela maioria, embora muitos duvidassem da sua viabilidade. A partição, no entanto, não era aceitável para muitos.
A Comissão Woodhead, que a sucedeu imediatamente, pediu que "examinasse o plano da Comissão Peel em detalhes e recomendasse um plano de partição real". A Comissão Woodhead considerou três planos diferentes, um dos quais era baseado no plano Peel. Num relatório de 1938, a Comissão rejeitou o plano Peel principalmente com base no facto de não poder ser implementado sem uma transferência forçada em massa de árabes (uma opção que o governo britânico já tinha descartado).  Com a discordância de alguns dos seus membros, a Comissão recomendou um plano que deixaria a Galileia sob mandato britânico, mas enfatizou sérios problemas que incluíam a falta de autossuficiência financeira do Estado árabe proposto.  O Governo britânico acompanhou a publicação do Relatório Woodhead com uma declaração de política que rejeitava a partilha por ser impraticável devido a "dificuldades políticas, administrativas e financeiras".

#### Livro Branco de 1939

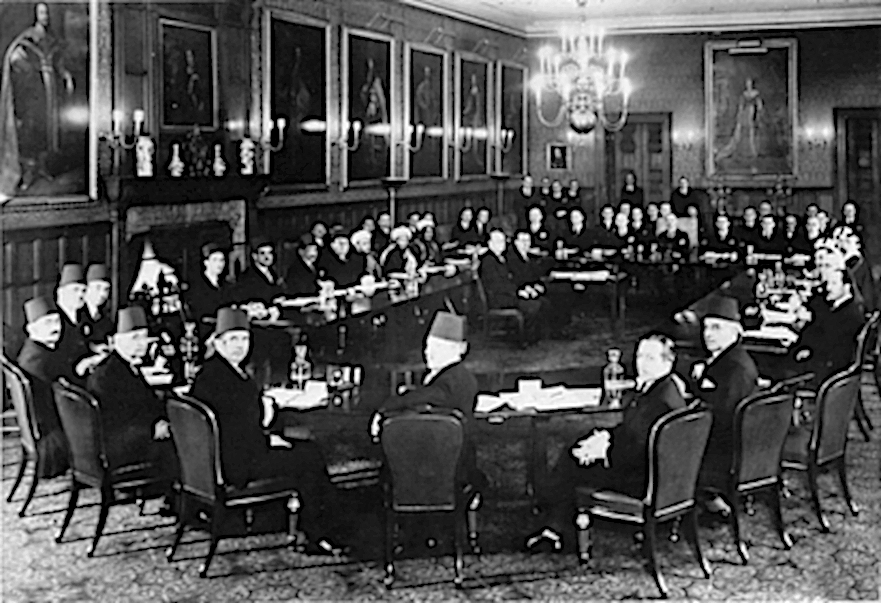
Conferência de Londres, Palácio de St. James, fevereiro de 1939. Delegados árabes palestinos (primeiro plano), da esquerda para a direita: Fu'ad Saba, Yaqub Al-Ghussein, Musa Al-Alami, Amin Tamimi, Jamal Al-Husseini, Awni Abd al-Hadi, George Antonius e Alfred Roch. De frente para os árabes palestinos estão os britânicos, presididos por Sir Neville Chamberlain. À sua direita está Lord Halifax e à sua esquerda, Malcolm MacDonald

O Livro Branco de 1939 foi um documento político emitido pelo governo britânico sob Neville Chamberlain em resposta à revolta árabe de 1936-1939 na Palestina. (Também ficou conhecido como o Livro Branco de MacDonald, em homenagem a Malcolm MacDonald, o Secretário Colonial Britânico que presidiu sua criação). O documento pedia o estabelecimento de um lar nacional judaico em um estado palestino independente dentro de 10 anos, rejeitando a ideia da criação de um estado judeu e a ideia de divisão da  Palestina. Também limitou a imigração judaica a 75.000 por 5 anos e determinou que a imigração futura seria determinada pela maioria árabe (seção II). Foram impostas restrições aos direitos dos judeus de comprar terras dos árabes (seção III). Além disso, prometeu que somente com apoio palestino a Grã-Bretanha permitiria o estado judeu. Isso perturbou muito os sionistas por causa da crescente perseguição aos judeus na Europa no início da Segunda Guerra Mundial, particularmente na Alemanha.
O Livro Branco foi publicado como Cmd 6019. Foi aprovado pela Câmara dos Comuns em 23 de maio de 1939 por 268 votos a 179.

### Durante a Segunda Guerra Mundial (1939–1945)
A conferência sionista de 1942 não pôde ser realizada por causa da guerra. Em vez disso, 600 líderes judeus (não apenas sionistas) reuniram-se num hotel no Biltmore Hotel, em Nova Iorque, e adoptaram uma declaração conhecida como Programa Biltmore. Eles concordaram que, quando a guerra terminasse, todas as organizações judaicas lutariam para garantir a livre migração dos judeus para a Palestina.
O Programa Biltmore exigia que "a Palestina fosse estabelecida como uma Comunidade Judaica". David Ben-Gurion, que dominou a conferência, formulou a exigência dos sionistas "não como um estado judeu na Palestina, mas como a Palestina como um estado judeu". Foi significativo porque todas as organizações judaicas dos EUA estavam agora unidas em acordo sobre a necessidade de um estado judeu na Palestina.
A partir do início da década de quarenta, o movimento sionista deixou de prestar atenção à "Questão árabe". A razão é que se esperava que qualquer solução, quer fosse um estado judeu em toda a Palestina, uma partição ou um protectorado internacional, tivesse de ser imposta aos árabes palestinos pela força, devido à sua recusa em chegar a um compromisso. Segundo Teveth, uma guerra tornou-se "inevitável depois de o Plano Biltmore de 1942 ter declarado que o objectivo explícito do sionismo era criar um estado judeu, ao qual os árabes estavam determinados a opor-se pela força".

## Beligerantes

### Organizações paramilitares sionistas

#### Haganá
Após os distúrbios de Jafa, uma organização de veteranos da Legião Judaica foi criada, a Haganá (Defesa), para defender as comunidades judaicas contra os manifestantes.

#### Irgun
Em 1931, após a saída dos sionistas revisionistas do Movimento Sionista, um grupo de revisionistas deixou a Haganá e fundou o Irgun Tzvai Leumi (Organização Militar Nacional), também conhecida como Etzel.

### Organizações paramilitares árabes

#### Fasa'il
Pelo menos 282 líderes rebeldes participaram da Revolta Árabe, incluindo quatro cristãos. As forças rebeldes consistiam em grupos pouco organizados conhecidos como fasa'il (singular: fasil). O líder de um fasil era conhecido como qa'id al-fasil (pl. quwwa'id al-fasa'il), que significa "comandante de bando". A imprensa judaica referia-se frequentemente a eles como “bandidos”, enquanto as autoridades e os meios de comunicação social britânicos os chamavam de “bandidos”, “terroristas”, “rebeldes” ou “insurgentes”, mas nunca de “nacionalistas”. Ursabat (que significa "gangues") era outro termo árabe usado para os rebeldes, e gerou o apelido dos soldados britânicos para todos os rebeldes, que era Oozlebart .
Segundo o historiador Simon Anglim, os grupos rebeldes foram divididos em categorias gerais: mujahidin e fedayin. Os primeiros eram guerrilheiros que se envolviam em confrontos armados, enquanto os segundos cometiam actos de sabotagem. De acordo com relatos posteriores de alguns líderes rebeldes sobreviventes da Galileia, os mujahideen mantiveram pouca coordenação com a hierarquia nominal da revolta. A maioria das emboscadas foi o resultado de uma iniciativa local levada a cabo por um qa'id ou por um grupo de quwwa'id da mesma área.

#### Bandos de paz
Os "bandos de paz" (fasa'il al-salam) ou "unidades Nashashibi" eram compostos por camponeses árabes descontentes recrutados pela administração britânica e pelos Nashashibis no final de 1938 para lutar contra os rebeldes árabes durante a revolta. Apesar das suas origens camponesas, as bandas representavam principalmente os interesses dos proprietários de terras e dos notáveis rurais. Alguns grupos de paz também surgiram na área de Nablus, no Monte Carmelo (um reduto dos drusos que se opuseram amplamente à rebelião depois de 1937) e em torno de Nazaré, sem ligação à luta pelo poder entre Nashashibi e Husayni.

## Consequências

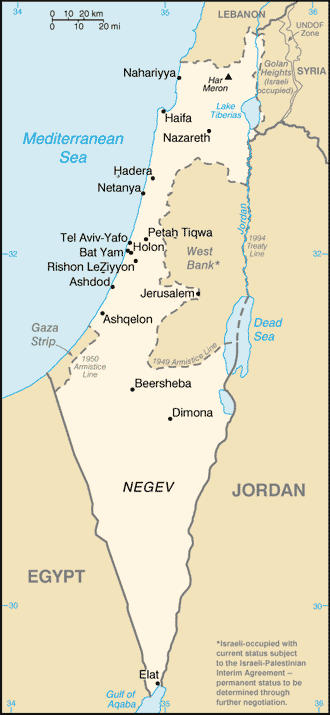
A terra no tom mais claro representa o território dentro das fronteiras de Israel no final da guerra de 1948. Esta terra é reconhecida internacionalmente como pertencente a Israel.